# Kriminologe
Kriminologen analysieren die Ursachen und Auswirkungen kriminellen Verhaltens in der Gesellschaft. Sie untersuchen zudem die Instanzen gesellschaftlicher und staatlicher Kriminalitätskontrolle sowie die Wirkung von Kriminalprävention. Ihre Fachwissenschaft ist die Kriminologie.
Kriminologen sind weder Ermittler noch Profiler und deshalb von den Kriminalisten zu unterscheiden. In Deutschland sind Kriminologen überwiegend an Hochschulen und Forschungsinstituten, wie etwa der Kriminologischen Zentralstelle oder dem Kriminologischen Forschungsinstitut Niedersachsen, tätig. Sie wirken zudem als Grundlagenforscher bei Behörden der Verbrechensbekämpfung, wie dem Bundeskriminalamt und den Landeskriminalämtern. Außerdem betreiben sie Strafvollzugsforschung bei den Kriminologischen Diensten der Bundesländer. Ausgebildete Kriminologen sind darüber hinaus auch als Praktiker in der Strafrechtspflege tätig (Bewährungshilfe, Gerichtshilfe, Jugendgerichtshilfe).

## Ausbildungssituation im deutschsprachigen Raum
Ein volles Hauptfachstudium der Kriminologie wird in Deutschland derzeit nur als Masterstudiengang, nicht jedoch bereits zur Erlangung eines Bachelorabschlusses angeboten. Einzig beim Studiengang "Master of Arts Internationale Kriminologie" an der Universität Hamburg wird hierbei der alleinige Fokus auf die Kriminologie gerichtet. In allen anderen einschlägigen Masterprogrammen hingegen ist die Kriminologie nur eine von mehreren gelehrten Disziplinen. 
Historisch ist erwähnenswert, dass bereits in den 50er Jahren des 20. Jahrhunderts am Institut für Kriminologie der Universität des Saarlandes ein eigenständiger Diplomstudiengang Kriminologie angeboten wurde.
Darüber hinaus spielt das Fach Kriminologie an Universitäten auch als Annexfach zum Strafrecht eine Rolle, ist dann allerdings auf höchstens zwei (zweistündige) Vorlesungen beschränkt. Darüber hinaus ist häufig die Wahl eines Schwerpunktbereiches „Kriminalwissenschaften“ o. ä. möglich, in dessen Verlauf die Kriminologie ebenfalls eine Rolle spielt.
Als derzeitige einschlägige Studiengänge sind im deutschsprachigen Raum anzuführen:
- „Master of Arts Internationale Kriminologie“ an der Universität Hamburg (Vollzeit, vier Semester, 120 ECTS).[3] Nach einer Entscheidung vom Juli 2023 läuft dieser Studiengang bis 2028 aus.[4] Vorgängerin war das ebenfalls auf vier Semester in Vollzeit angelegte „Aufbaustudium Kriminologie“ mit dem Abschluss: „Diplom-Kriminologe/-in“.[5] Berufsbegleitend wurde und wird sodann auch weiterhin noch ein „Weiterbildender Masterstudiengang Kriminologie“[6] an der Universität Hamburg angeboten (60 ECTS).
- Masterstudiengang „Kriminologie, Kriminalistik und Polizeiwissenschaft“ an der Ruhr-Universität Bochum (Weiterbildungsmaster, 60 ECTS).[7]
- Interdisziplinäres Aufbaustudium zum Master of Arts in Kriminologie und Gewaltforschung an der Universität Regensburg (Vollzeit, vier Semester, 120 ECTS).[8]
- Mehrere Weiterbildungsstudiengänge der Universität Bern (Schweiz): „Legum Magister in Criminology“ (LL.M. Unibe, 60 ECTS)[9], „Master of Advanced Studies in Criminology“ (MAS Crim Unibe, 60 ECTS)[10] und „Diploma of Advanced Studies in Criminology“ (DAS Crim Unibe, 40 ECTS)[11]
- Master of Arts Strafrecht, Wirtschaftsstrafrecht und Kriminologie an der Universität für Weiterbildung Krems (Donau-Universität Krems, (vier Semester, 90 ECTS)).[12]
- Master of Laws (LL.M.) Kriminologie und Strafrechtspflege, Universität Greifswald (12 Monate)[13]
- Studiengang Kriminologie und Kriminalprävention (M.A.) an der Hochschule für Wirtschaft und Recht Berlin (vier Semester, 90 ECTS)[14]